# Noises from the Cathouse
Noises From the Cathouse è un album dei Tygers of Pan Tang uscito nel 2003.

## Tracce
1. Boomerang – 6:02
2. Godspeak – 5:56
3. Master of Illusion – 9:14
4. Highspeed Highway Superman – 6:03
5. The Spirit Never Dies – 7:16
6. Cybernation – 6:52
7. Deja Vu – 6:38
8. Bad Bad Kitty – 4:22
9. Running Man – 4:15
10. Three In A Bed – 6:04

## Formazione
- Richie Wicks - voce
- Robb Weir - chitarra
- Dean Robertson - chitarra
- Brian West - basso
- Craig Ellis - batteria